# Hiralal Sen

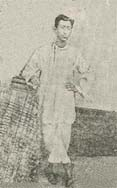
Hiralal Sen

Hiralal Sen (Bengali: হীরালাল সেন Hiralal Shen) (1866 – 1917) foi um fotografo bengali geralmente considerado um dos primeiros directores de cinema da Índia. São também atribuídos os primeiros filmes publicitários e possivelmente os primeiros filmes políticos. Um fogo em 1917 destruiu todos os seus filmes.

## Primeiros anos
Hiralal Sen era natural de Manikgani, a aproximadamente 80 Km de Dhaka (actualmente a capital do Bangladesh). Ele era filho de um advogado bem sucedido proveniente de uma família zamindar (espécie de cobradores de impostos) e cresceu em Calcutá (atualmente Kolkata). Em 1898 uma companhia teatral a caminho de Paris, como parte do seu espetáculo, exibiram uma curta metragem de um certo professor Stevenson, no Star Theatre de Calcutá. Pedindo emprestada a câmara de Stevenson, Sem fez o seu primeiro filme, que foi uma cena de dança da ópera A Flor da Pérsia. Com a ajuda do seu irmão, Motilal Sen, ele trouxe um bioscópio através da Warwick Trading Company de Londres. No ano seguinte, ele formou junto com seu irmão a Royal Bioscope Company.

## Anos Criativos
A carreira criativa de Sen estendeu-se até 1913, e este fez mais de 40 filmes. A maior parte dos seus filmes eram filmagens de produções teatrais representadas no Amarendra Dutta’s Classic Theatre em Calcutá. Entre 1901 e 1904, ele produziu muitos filmes para o Classic Theatre incluindo Bhramar, Hariraj, e Buddhadev. O seu filme mais longo foi produzido em 1903 e era intitulado Alibaba and the Forty Thieves que também foi baseado numa apresentação origiral no Classic Theatre. Contudo não se sabe muito acerca deste filme visto que nunca foi exibido. Sen também produziu vários filmes publicitários e noticiosos, como por exemplo um comercial para o óleo capilar Jabakusum e para o tónico Edwards. Ele parece ter sido o primeiro indiano a usar o cinema com objectivos publicitários.
Um filme que documentou a manifestação anti-partição e o movimento Swadeshi na prefeitura de Calcutá a 22 de Setembro de 1905 é geralmente considerado o primeiro filme político indiano. 

## Últimos anos
A Royal Bioscope fez o seu último filme em 1913. Os últimos anos de Hiralal Sen estiveram cheios de desapontamento e de dificuldades económicas. Jamshedji Framji Madan da Elphinstone Bioscope Company já o havia ultrapassado havia muito em termos de sucesso. Para piorar a sua miséria ele também estava a padecer de câncer. Alguns dias antes da sua morte em 1917, irrompeu um fogo que desctruiu todos os filmes que ele havia feito.